# Костёл Святого Станислава (Молятичи)
Костёл Святого Станислава — бывшая римско-католическая церковь в агрогородке Молятичи Могилёвской области.

## История
Костёл построен в 1787-1794 годах. по проекту архитектора Лауринаса Стуока-Гуцявичюс, по заказу архиепископа Могилевского С. Богуш-Сестренцевича. Строительством руководил архитектор Я. Подчасинский, ученик Стуока-Гуцявичюса. Храм был посвящен небесному покровителю архиепископа и по его желанию, был, как считают, в 8 раз меньшей, не совсем точной копией собора Святого Петра в Риме.
После восстания 1830—1831 гг. Доминиканский монастырь в Молятичах был закрыт, храм преобразован в православный храм, а в 1934 г. полностью снесен.

## Архитектура

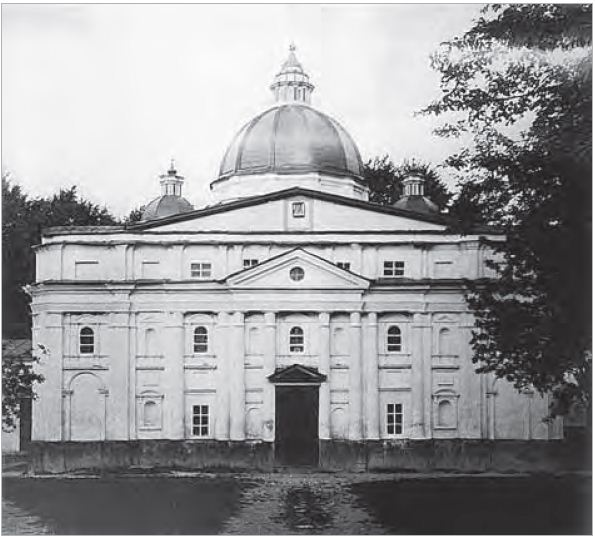
Церковь св. Станислава, начало XX века.

Церковь представляла собой трехнефную крестообразную базилику. Она состояла из основного прямоугольного по объему и боковых полукруглых по объему колоннад, которые образовывали небольшую овальную площадку перед зданием. Основной объем заканчивался куполом на среднем кресте (на полом многогранном барабане), по бокам от него на рукавах трансепта находились два небольших купола. Чрезвычайно широкий и громоздкий главный фасад основного объема имел ярусную композицию: нижний (на уровне второго этажа), рассыпанный пилястрами и трехчетвертными колоннами, имел полукруглые и прямоугольные окна и ниши, украшенные фронтонами, а заканчивался треугольным фронтоном в центре; верхняя разбросана пилястрами, между которыми находились прямоугольные окна и ниши, она заканчивалась аттиком и покатым фронтоном, отсутствующим на фасаде римского собора.